# Pazarcık (district)
Pazarcık ligt in de provincie Kahramanmaraş, in Turkije. Het is gelegen op de weg van Kahramanmaraş naar Gaziantep. Het district telt 72.628 inwoners (2000). De stad Pazarcık ligt aan het Kartalkaya stuwmeer en heeft 24.374 inwoners. Het district heeft een oppervlakte van 1.710 km² (bevolkingsdichtheid: 42 inw/km²).
Afşin · Andırın · Çağlayancerit · Ekinözü · Elbistan · Kahramanmaraş · Göksun · Nurhak · Pazarcık · Türkoğlu